# Alan Arnell
Alan Arnell (Chichester, 1933. november 25. – 2013. május 5.) angol labdarúgó, csatár.

## Pályafutása
A Worthing FC csapatában kezdte a labdarúgást, mint amatőr játékos. 1953 és 1961 között a Liverpool FC együttesében szerepelt. 1953 márciusában mutatkozott a csapatban, első gólját decemberben a Blackpool ellen szerezte, ahol 5–2-es liverpooli győzelem született. 1961 februárjában a Tranmere Rovershez szerződött. 1963 után játszott még a Halifax Town és a Runcorn csapataiban.